# Conrad Buff IV
Conrad Buff IV (Los Angeles, 8 luglio 1948) è un montatore statunitense.

## Biografia
È figlio dell'architetto Conrad Buff III e nipote del pittore Conrad Buff II.
Nella prima fase della sua carriera, Buff fu assistente al montaggio "per gli effetti visivi" nei film Guerre stellari - L'Impero colpisce ancora nel 1980 e Ghostbusters nel 1984. Buff fu anche tecnico assistente nel film Guerre stellari - Il ritorno dello Jedi nel 1983.
Buff vinse un Oscar per il miglior montaggio 1990 e un ACE Eddie Award per il film Titanic nel 1997; i premi sono stati condivisi con il co-montatore James Cameron e Richard A. Harris. Ha ricevuto una nomination per un Oscar per il montaggio di Terminator 2 - Il giorno del giudizio nel 1991 e di True Lies nel 1994. Buff partecipò anche a The Abyss nel 1989 con Joel Goodman. 
È stato un collaboratore ricorrente di Roger Donaldson (Getaway, 1994, Specie mortale, 1995, Dante's Peak, 1997, Thirteen Days, 2000) e Antoine Fuqua (Training Day, 2001, L'ultima alba, 2003, King Arthur, 2004, Shooter, 2007)

## Filmografia

### Cinema
- Doppio taglio (Jagged Edge), regia di Richard Marquand (1985)
- I guerrieri del sole (Solarbabies), regia di Alan Johnson (1986)
- Balle spaziali (Spaceballs), regia di Mel Brooks (1987)
- Corto circuito 2 (Short Circuit 2), regia di Kenneth Johnson (1988)
- The Abyss, regia di James Cameron (1989)
- I re della spiaggia (Side Out), regia di Peter Israelson (1990)
- Terminator 2 - Il giorno del giudizio (Terminator 2: Judgment Day), regia di James Cameron (1991)
- Gli occhi del delitto (Jennifer Eight), regia di Bruce Robinson (1992)
- Getaway (The Getaway), regia di Roger Donaldson (1994)
- True Lies, regia di James Cameron (1994)
- Specie mortale (Species), regia di Roger Donaldson (1995)
- Dante's Peak - La furia della montagna (Dante's Peak), regia di Roger Donaldson (1997)
- Linea di sangue (Switchback), regia di Jeb Stuart (1997)
- Titanic, regia di James Cameron (1997)
- Arlington Road - L'inganno (Arlington Road), regia di Mark Pellington (1999)
- Mystery Men, regia di Kinka Usher (1999)
- Thirteen Days, regia di Roger Donaldson (2000)
- Training Day, regia di Antoine Fuqua (2001)
- Antwone Fisher, regia di Denzel Washington (2002)
- L'ultima alba (Tears of the Sun), regia di Antoine Fuqua (2003)
- King Arthur, regia di Antoine Fuqua (2004)
- Harsh Times - I giorni dell'odio (Harsh Times), regia di David Ayer (2005)
- Get Rich or Die Tryin', regia di Jim Sheridan (2005)
- Caccia spietata (Seraphim Falls), regia di David Von Ancken (2006)
- Shooter, regia di Antoine Fuqua (2007)
- E venne il giorno (The Happening), regia di M. Night Shyamalan (2008)
- Terminator Salvation, regia di McG (2009)
- L'ultimo dominatore dell'aria (The Last Airbender), regia di M. Night Shyamalan (2010)
- L'alba del pianeta delle scimmie (Rise of the Planet of the Apes), regia di Rupert Wyatt (2011)
- Biancaneve e il cacciatore (Snow White and the Huntsman), regia di Rupert Sanders (2012)
- Il cacciatore e la regina di ghiaccio (The Huntsman: Winter's War), regia di Cedric Nicolas-Troyan (2016)
- Monster Trucks, regia di Chris Wedge (2016)
- American Assassin, regia di Michael Cuesta (2017)
- Infinite, regia di Antoine Fuqua (2021)
- Emancipation - Oltre la libertà (Emancipation), regia di Antoine Fuqua (2022)
- The Equalizer 3 - Senza tregua (The Equalizer 3), regia di Antoine Fuqua (2023)